# 18349 Dafydd
18349 Dafydd è un asteroide della fascia principale. Scoperto nel 1990, presenta un'orbita caratterizzata da un semiasse maggiore pari a 2,8887958 UA e da un'eccentricità di 0,2328680, inclinata di 16,35697° rispetto all'eclittica.